# Cereeae
Cereeae es una tribu de plantas de la familia Cactaceae en la subfamilia Cactoideae. 

## Descripción
Tienen tallo columnar y grandes espinas curvas. Tiene algunas costillas y en el verano produce flores de color amarillo-rojo de fragancia dulce.

## Distribución geográfica
Esta tribu es originaria del territorio oriental de América del Sur, en el lado que da al Océano Atlántico donde se concentra principalmente en Brasil, Uruguay y Argentina.

## Géneros
Tiene los siguientes géneros. 
- Arrojadoa - Brasilicereus - Cereus - Cipocereus - Coleocephalocereus - Melocactus - Micranthocereus - Pierrebraunia - Pilosocereus - Praecereus - Stephanocereus - Uebelmannia